# Sovrabattitura

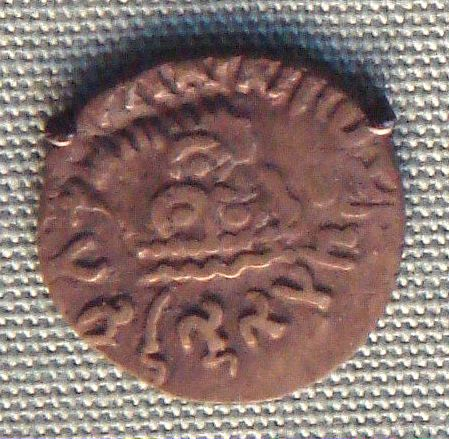
Moneta di Nahapana sovrabattuta dal re Satavahana Gautamiputra Satakarni. Il profilo di Nahapana e la legenda della moneta sono ancora chiaramente visibili.

In numismatica con il termine sovrabattitura si indica quando, per battere una moneta, invece di un tondello appositamente preparato ex novo si usa un'altra moneta.
La nuova moneta può essere o dello lo stesso tipo di quella vecchia o di un tipo completamente nuovo. 
I motivi possono essere svariati.
Si può avere una sovrabattitura involontaria quando per un errore la moneta rimane nella sua sede e il conio viene ribattuto di nuovo. Oppure quando, nella monetazione al martello, si usano più colpi ma la moneta si muove leggermente. 
A volte invece si usano monete vecchie o deteriorate per coniare una nuova moneta. Ciò capitò spesso nell'impero romano ma anche in periodi moderni.
Ad esempio Giorgio III del Regno Unito usò delle monete spagnole agli inizi del XIX secolo o in Italia quando il tallero dell'Eritrea fu coniato usando le vecchie piastre del regno borbonico.